# Lijst van beelden in Utrecht (provincie)
Hieronder een overzicht van lijsten van beelden per gemeente in de provincie Utrecht.
- Lijst van beelden in Amersfoort
- Lijst van beelden in Baarn
- Lijst van beelden in Bunnik
- Lijst van beelden in Bunschoten
- Lijst van beelden in De Bilt
- Lijst van beelden in De Ronde Venen
- Lijst van beelden in Eemnes
- Lijst van beelden in Houten
- Lijst van beelden in IJsselstein
- Lijst van beelden in Leusden
- Lijst van beelden in Lopik
- Lijst van beelden in Montfoort
- Lijst van beelden in Nieuwegein
- Lijst van beelden in Oudewater
- Lijst van beelden in Renswoude
- Lijst van beelden in Rhenen
- Lijst van beelden in Soest
- Lijst van beelden in Stichtse Vecht
- Lijst van beelden in Utrecht
- Lijst van beelden in Utrechtse Heuvelrug
- Lijst van beelden in Veenendaal
- Lijst van beelden in Vijfheerenlanden
- Lijst van beelden in Wijk bij Duurstede
- Lijst van beelden in Woerden
- Lijst van beelden in Woudenberg
- Lijst van beelden in Zeist

Drenthe ·
Flevoland ·
Friesland ·
Gelderland ·
Groningen ·
Limburg ·
Noord-Brabant ·
Noord-Holland ·
Overijssel ·
Utrecht ·
Zeeland ·
Zuid-Holland